# Peter Philipp von Dernbach
Peter Philipp von Dernbach (Geisa, 1º luglio 1619 – Würzburg, 23 aprile 1683) è stato un vescovo cattolico tedesco, principe-vescovo di Bamberga e Würzburg.

## Biografia

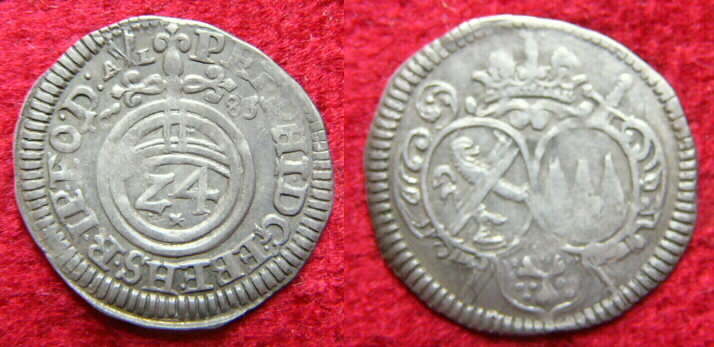
Un Groeschen di Peter Philipp von Dernbach del 1683

Peter Philipp era membro di una famiglia nobile dell'Assia e più precisamente originaria di Marburg Biedenkopf. Due dei suoi fratelli furono importanti principi-abati in Germania.
Peter Philipp venne accettato appena dodicenne, il 7 febbraio 1631 nel capitolo della Cattedrale di Bamberga come domicellario e il 25 febbraio 1643 venne accettato anche a Würzburg con il medesimo titolo. Studiò a Bamberga dal 1642 al 1643 per poi passare al Collegium Germanicum di Roma.
Il 31 maggio 1649 venne scelto come canonico effettivo a Bamberga e il 7 agosto dello stesso anno ottenne il medesimo incarico anche a Würzburg. Il 27 giugno 1651 divenne successore di Philipp Valentin von Rienecks nel titolo di Prevosto del Duomo in Carinzia e furono questi gli anni in cui stretti rapporti con l'Imperatore che poi lo favorirà nella sua elezione episcopale. Già dal 22 marzo 1672 venne nominato vescovo di Bamberga, e il 27 maggio 1675 venne anche eletto vescovo di Würzburg. In entrambi i casi l'influenza imperiale fu decisiva alla sua elezione. Schieratosi quindi apertamente con l'Imperatore, ne supportò le guerre contro la Francia, offrendo i propri uomini al soldo del monarca.
Dopo questi atti ottenne il titolo di Barone del Sacro Romano Impero per sé e per la propria famiglia e addirittura tre suoi nipoti saranno nominato conti sul feudo di Wiesentheid che avevano contribuito a costituire.
Per le conseguenze di un colpo apoplettico morì nel 1683 nella Fortezza di Marienberg, dove aveva fatto costruire una cappella e dove le sue spoglie riposano tutt'oggi.

## Genealogia episcopale e successione apostolica
La genealogia episcopale è:
- Arcivescovo Filippo Archinto
- Papa Pio IV
- Cardinale Giovanni Antonio Serbelloni
- Cardinale Carlo Borromeo
- Cardinale Gabriele Paleotti
- Cardinale Ludovico de Torres
- Cardinale Giovanni Garzia Mellini
- Vescovo Antonio Albergati
- Vescovo Gereon Otto von Gutmann zu Sobernheim
- Vescovo Johannes Pelking, O.F.M. Conv.
- Vescovo Wolther Heinrich von Strevesdorff, O.E.S.A.
- Arcivescovo Johann Philipp von Schönborn
- Vescovo Stephan Weinberger
- Vescovo Peter Philipp von Dernbach

La successione apostolica è:
- Arcivescovo Damian Hartard von der Leyen (1676)